# Anne Matthes
Anne Matthes (ur. 30 kwietnia 1985 w Dreźnie) – niemiecka siatkarka, reprezentantka kraju, grająca na pozycji przyjmującej.

## Sukcesy klubowe
Mistrzostwo Niemiec:
- 2007
- 2008, 2012, 2013

Puchar Challenge:
- 2008

## Sukcesy reprezentacyjne
Grand Prix:
- 2009

Mistrzostwa Europy:
- 2011

Liga Europejska:
- 2013